# 蒂博尔·魏森博恩
蒂博尔·魏森博恩（德語：Tibor Weißenborn，1981年3月20日—），德国男子曲棍球运动员。他曾代表德国参加2000年、2004年和2008年夏季奥林匹克运动会曲棍球比赛，获得一枚金牌和一枚铜牌。